# Boris Babarović
Boris Babarović bio je hrvatski pjevač, dugogodišnji frontmen zagrebačkog sastava „Crveni koralji”.
U mladosti je trenirao judo. Babarović se „Crvenim koraljima” pridružio ranih 1960-ih godina, nekoliko mjeseci nakon njihovog osnivanja. Originalnu postavu sastava činili su: Miro Lukačić (solo gitara), Davorin „Dino” Sarajlić - Krog (bas gitara), Rudi Šimunec (ritam gitara), Josip Medo Badrić (bubnjevi) i Jelenko Miran Perković (vokal), kojeg je upravo Babarović zamijenio.
Šezdesete godine predstavljale su zlatno doba za „Crvene koralje”. Sastav je 1963. godine izdao svoju prvu ploču s hitom „Rekla si - volimo se”, postavši prvi domaći bend koji je prodao više od 100.000 ploča. Njihovi nastupi na zagrebačkom plesnjaku Ribnjak postali su kultni događaji među mladima toga vremena.
Među najpoznatijim pjesmama koje je Babarović izvodio s „Crvenim koraljima” su: „Mramor, kamen i željezo”, „Kad bih bio drvosječa”, „Crvene ruže” i „Zagreb, moj Zagreb”. 
Nakon raspada originalnog sastava, Babarović je nastavio glazbenu karijeru kao solist. Snimio je samostalni album s hitovima „Crvenih koralja” te održavao koncerte diljem svijeta, uključujući turneje po Australiji i Americi. Za svoj doprinos glazbi, zajedno s „Crvenim koraljima”, nagrađen je brojnim priznanjima, među kojima se ističe nagrada „Status” za 50 godina glazbenog stvaralaštva.
Bio je član Hrvatskoga Band Aida koji je izveo pjesmu „Moja domovina” 1991. godine.
Godine 2017. održao je koncert „55 godina s prijateljima” u Zagrebu, a 2023. snimio je zajednički album „Zagrebom našim” s kolegom Zvonkom Spajićem. U poznim godinama, objavio je 2021. pjesmu „Nek' je zdravlja”.
U privatnom životu, Babarović je bio u braku s Biserkom, s kojom je dobio sina Borisa.
Boris Babarović preminuo je u 80. godini života u travnju 2025. godine.